# Чинлі
Чинлі (англ. Chinle) — переписна місцевість (CDP) в США, в окрузі Апачі штату Аризона. Населення — 4573 особи (2020).

## Географія
Чинлі розташоване за координатами 36°9′3″ пн. ш. 109°34′35″ зх. д. / 36.15083° пн. ш. 109.57639° зх. д. (36.150794, -109.576459). За даними Бюро перепису населення США в 2010 році переписна місцевість мала площу 41,58 км², з яких 41,51 км² — суходіл та 0,06 км² — водойми.

## Демографія
Згідно з переписом 2010 року, у переписній місцевості мешкало 4518 осіб у 1267 домогосподарствах у складі 978 родин. Густота населення становила 109 осіб/км². Було 1483 помешкання (36/км²).
Расовий склад населення:
| - 91,4 % — корінних американців - 6,3 % — білих - 0,3 % — чорних або афроамериканців - 0,3 % — азіатів |

До двох чи більше рас належало 1,7 %. Частка іспаномовних становила 2,6 % від усіх жителів.
За віковим діапазоном населення розподілялося таким чином: 38,8 % — особи молодші 18 років, 54,4 % — особи у віці 18—64 років, 6,8 % — особи у віці 65 років та старші. Медіана віку мешканця становила 25,3 року. На 100 осіб жіночої статі у переписній місцевості припадало 87,5 чоловіків; на 100 жінок у віці від 18 років та старших — 81,2 чоловіків також старших 18 років.
Середній дохід на одне домашнє господарство становив 44 178 доларів США (медіана — 41 296), а середній дохід на одну сім'ю — 48 339 доларів (медіана — 44 122). Медіана доходів становила 41 611 долар для чоловіків та 32 236 доларів для жінок. За межею бідності перебувало 38,8 % осіб, у тому числі 51,1 % дітей у віці до 18 років та 15,9 % осіб у віці 65 років та старших.
Цивільне працевлаштоване населення становило 1347 осіб. Основні галузі зайнятості: освіта, охорона здоров'я та соціальна допомога — 56,9 %, мистецтво, розваги та відпочинок — 11,9 %, публічна адміністрація — 10,4 %.